# Miejski Wierch
Miejski Wierch (1142 m) – mało wybitny szczyt w Gorcach w grzbiecie odbiegającym na południowy zachód od Turbacza. Znajduje się po zachodniej stronie również mało wybitnej Bukowiny Miejskiej (1103 m). Północne zbocza Miejskiego Wierchu opadają do doliny potoku Lepietnica, w południowym kierunku opada od Miejskiego Wierchu krótki i płytki grzbiet opływany przez potoki Gazdy i Wielki Kowaniec. Na szczycie Miejskiego Wierchu i na jego południowym grzbiecie znajduje się niewielka polana Wszołowa.
Miejski Wierch jest najwyższym szczytem w granicach miasta Nowego Targu. Znajduje się poza obszarem Gorczańskiego Parku Narodowego. Na jego szczycie jest ufundowany przez członków Koła Łowieckiego ołtarz polowy. Odbywać się przy nim mają msze św. rozpoczynające i kończące sezon łowiecki. Przez Miejski Wierch biegnie granica między miastem Nowy Targ (stoki południowe) i wsią Obidowa (stoki północne) w województwie małopolskim, w powiecie nowotarskim, w gminie Nowy Targ.

## Szlak turystyczny
Kowaniec (Nowy Targ) – Dziubasówki – Wszołowa – Miejski Wierch – Bukowina Miejska – polana Bukowina – Rosnakowa – Świderowa – Długie Młaki – Turbacz. Odległość 6,3 km, suma podejść 550 m, suma zejść 50 m, czas przejścia 2 godz. 35 min, z powrotem 1 godz. 45 min.